# Olímpia FC
Olímpia FC is een Braziliaanse voetbalclub uit Olímpia, in de deelstaat São Paulo.

## Geschiedenis
De club werd opgericht in 1946. In 1950 werd het een profclub en begon in de tweede klasse van het Campeonato Paulista. Na drie seizoenen werd beslist dat enkel steden met meer dan 50.000 inwoners een club mochten afvaardigen in de profcompetitie, waardoor ze terug een amateurclub werden. In 1961 werd Olímpia opnieuw een profclub en ging nu in de derde klasse spelen tot 1971. Tussen 1973 en 1978 ging de club enkele keren op en neer tussen de tweede en derde klasse. Met uitzondering van 1982 speelde de club hierna pas in 1986 opnieuw profvoetbal. Na promotie in 1988 kon de club twee jaar later eindelijk promoveren naar de hoogste klasse. Nadat de club in het eerste jaar de degradatie net kon vermijden, eindigden ze in 1992 in de middenmoot. Door inkrimping van de competitie degradeerden in 1993 maar liefst veertien clubs waaronder ook Olímpia.
Het volgende seizoen kon de club een tweede degradatie op rij maar net vermijden. Twee jaar later degradeerde de club dan toch. In 1997 plaatste de club zich voor de eindronde, maar kon geen onmiddellijke terugkeer afdwingen. In 2000 won de club de eerste fase en mocht daarom datzelfde jaar nog in de tweede fase aantreden van de Série A2. De club eindigde daar in de middenmoot en mocht ook nog aantreden in de Série C, waardoor ze voor het eerst op nationaal niveau actief waren. De club bereikte daar de derde groepsfase. In 2001 verspeelde de club op de laatste speeldag de promotie naar de hoogste klasse. Na een aantal jaren middenmoot degradeerde de club opnieuw in 2006. Het volgende seizoen werd de club achtste en plaatste zich zo net voor de eindronde, waar de club het tot de finale schopte en zelfs kampioen werd. De terugkeer in de Série A2 was echter van korte duur en de club degradeerde meteen weer. Twee jaar later degradeerde de club zelfs uit de Série A3.
In 2011 en 2012 bereikte de club de laatste groepsfase in de Segunda Divisão, maar kon daar geen promotie afdwingen. In 2014 werd de club drie keer groepswinnaar, maar kon het in de laatste groepsfase opnieuw niet waarmaken. In 2015 kon de club eindelijk opnieuw promoveren. Na een seizoen middenmoot werd de club in 2017 winnaar van de reguliere competitie. In de eindronde zette de club nog Portuguesa Santista opzij, maar verloor in de finale van Nacional en zag zo een nieuwe promotie aan zijn neus voorbij gaan.

## Bekende ex-spelers
- Basílio
- Viola